# Ecomark
Ecomark hoặc Eco mark là nhãn hiệu chứng nhận do Cục Tiêu chuẩn Ấn Độ  (tổ chức tiêu chuẩn quốc gia của Ấn Độ) cấp phép cho các sản phẩm tuân thủ một bộ tiêu chuẩn nhằm tác động ít nhất đến hệ sinh thái. Đề án đánh dấu đã được bắt đầu vào năm 1991. Một trong những mục đích của nhãn hiệu là tăng nhận thức của người tiêu dùng đối với việc giảm tác động môi trường. Nhãn hiệu được cấp cho các loại sản phẩm khác nhau và việc xây dựng các tiêu chuẩn cho nhiều sản phẩm đang được tiến hành.